# Lepidopa websteri
Lepidopa websteri är en kräftdjursart som beskrevs av James Everard Benedict 1903. Lepidopa websteri ingår i släktet Lepidopa och familjen Albuneidae. Inga underarter finns listade i Catalogue of Life.